# 戸田氏英

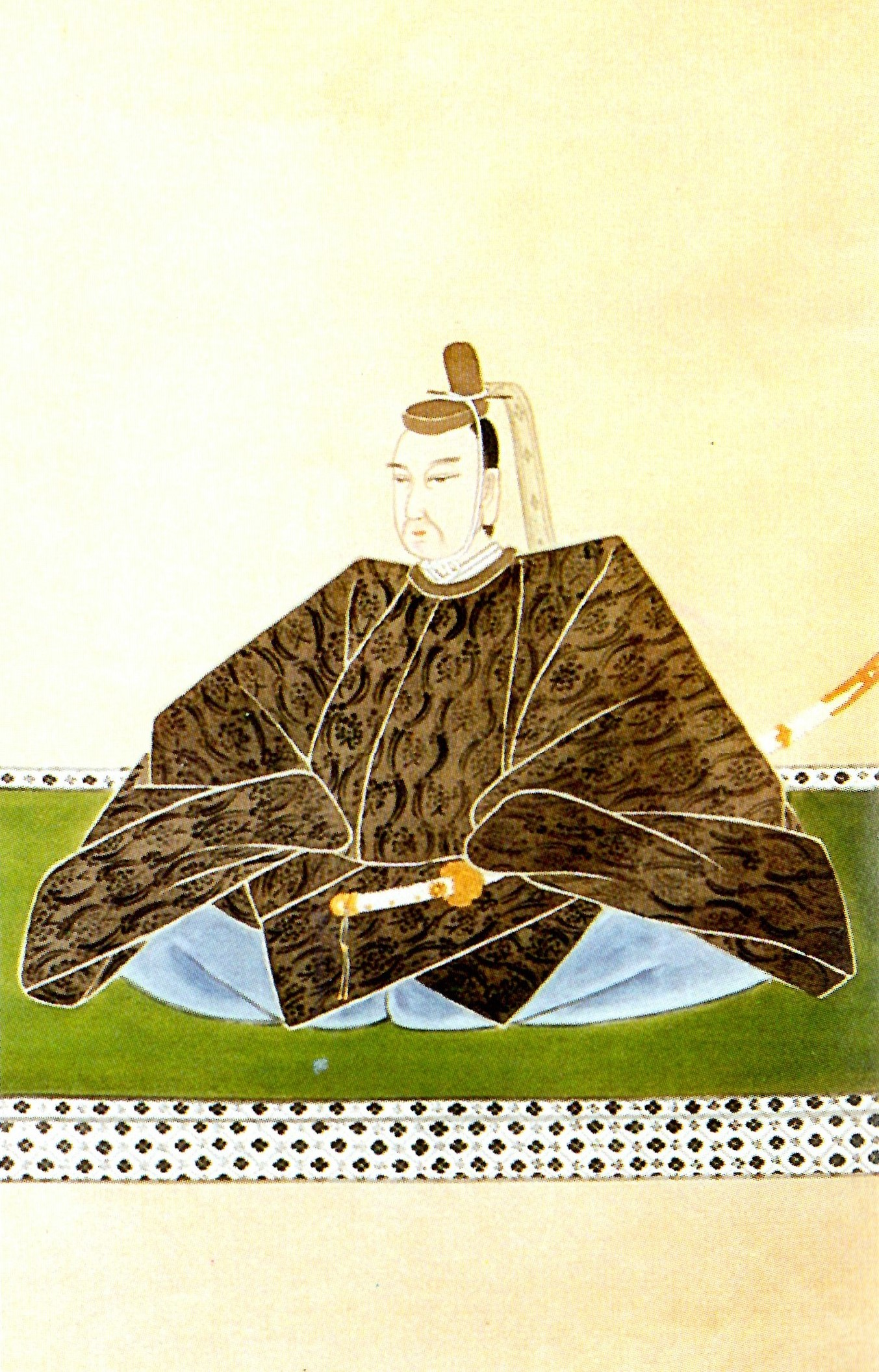
戸田氏英像

戸田 氏英（とだ うじひで、享保14年12月11日（1730年1月29日） - 明和5年4月23日（1768年6月7日））は、美濃大垣藩の第6代藩主。大垣藩戸田家7代。
第5代藩主・戸田氏長の次男。母は氏長の側室・中村氏。正室は堀田正亮の娘。子に娘（大河内松平輝行正室）、娘（戸田氏教正室）、娘（板倉勝政正室）。官位は従五位下、采女正。
享保14年（1729年）12月11日生まれ。幼名は徳次郎。享保20年（1735年）、父の死去により、7歳で家督を継いだ。氏英は戸田氏の家臣団整理（延享の永御暇）などを行なっている。宝暦4年（1754年）には奏者番となっている。
明和5年（1768年）4月23日に大垣にて死去した。享年40。墓所は岐阜県大垣市西外側町の円通寺。跡を婿養子の氏教が継いだ。

## 系譜
- 父：戸田氏長（1687-1735）
- 母：中村氏
- 正室：堀田正亮の娘
- 生母不明の子女
  - 女子：松平輝行正室
  - 女子：戸田氏教正室
  - 女子：板倉勝政正室
  - 養子：戸田氏教（1756-1806） - 松平武元の五男

## 戸田氏英が登場する小説
- 山本周五郎「花筵」（1948年） - 『ちいさこべ』新潮文庫所収